# Дагестанский государственный технический университет
Дагестанский государственный технический университет — высшее учебное заведение, расположенное в городе Махачкала.
Основан в 1972 году на базе филиала Ленинградского кораблестроительного института.
В университете работают более 100 докторов наук и профессоров, свыше 300 кандидатов наук и доцентов, всего — более 600 преподавателей высшей квалификации, 24 сотрудника университета являются членами-корреспондентами и академиками различных академий.

## Факультеты
- Факультет компьютерных технологий и энергетики
- Архитектурно-строительный факультет
- Факультет информационных систем в экономике и управлении
- Факультет радиоэлектроники и биотехнических систем
- Технологический факультет
- Факультет нефти, газа и природообустройства
- Факультет дополнительного образования и профессионального обучения
- Факультет среднего профессионального образования
- Заочный факультет

## Руководители
| Годы        | Ректор                                |
| ----------- | ------------------------------------- |
| 1972 — 1985 | Магомедов, Магомед-Камиль Магомедович |
| 1985 — 2002 | Аминов, Маил Султанович               |
| 2002 — 2018 | Исмаилов, Тагир Абдурашидович         |
| 2018 — 2022 | Суракатов, Нурмагомед Сайпулаевич     |
| 2022 — н.в  | Баламирзоев, Назим Лиодинович         |